# كمران (فريدون شهر)
كمران (بالفارسية: کمران) هي قرية تقع في قسم عشاير الريفي في إيران. يقدر عدد سكانها بـ 120 نسمة بحسب إحصاء 2016.